# Minuca
Minuca là một chi cua thuộc họ Ocypodidae. Các loài trong chi này thường được tìm thấy ở châu Mỹ.

## Các loài
- Minuca argillicola (Crane, 1941)
- Minuca brevifrons (Stimpson, 1860)
- Minuca burgersi (Holthuis, 1967)
- Minuca minax (Le Conte, 1855)
- Minuca ecuadoriensis (Maccagno, 1928)
- Minuca galapagensis (Rathbun, 1902)
- Minuca herradurensis (Bott, 1954)
- Minuca longisignalis (Salmon & Atsaides, 1968)
- Minuca marguerita (Thurman, 1981)
- Minuca mordax (Smith, 1870)
- Minuca osa (Landstorfer & Schubart, 2010)
- Minuca pugnax (Smith, 1870)
- Minuca rapax (Smith, 1870)
- Minuca umbratila (Crane, 1941)
- Minuca victoriana (von Hagen, 1987)
- Minuca virens (Salmon & Atsaides, 1968)
- Minuca vocator (Herbst, 1804)
- Minuca zacae (Crane, 1941)